# 英国途易航空
英国途易飞航空（英語：TUI Airways）原名为湯姆森航空（英語：Thomson Airways），是世界上最大的包機航空公司，提供定期和包機航班由英國飛往歐洲、非洲、亞洲和北美洲。在2008年11月1日，航空公司正式以湯姆森航空開始營運，同時把湯姆森飛行航空和首選航空合併並重塑品牌。英国途易飞航空的總部位於英國盧頓。在2010年，航空公司客運量為1090萬，成為全英國客運量第三的航空公司，僅次於易捷航空和英國航空。
英国途易飞航空有限公司以英國民航局類別A的營業執照來在20坐位或以上的飛機上運送乘客、貨運和郵件。

## 歷史
湯姆森航空是由三個部分組成：
- 歐洲航空（Euravia）於1962年1月成立[1]，在1964年12月改名為大不列顛航空（Britannia Airways）[11]，在2005年5月再改名為湯姆森飛行航空。[12]
- 獵戶航空在1979年由豪華假期成立，期後由貝司大釀製廠和洲際酒店集團經營。在1989年與大不列顛航空合併。
- 2000航空在1987年成立，在1998年與休閒國際航空合併，並在2004年與首選航空合併。

在2007年9月，與途易旅遊的旅遊分部和首選假期合併後，湯姆森飛行航空和首選航空都跟隨合併。在2008年11月1日，便以湯姆森航空的品牌正式開始營運。截至2011年1月，一些飛機還是塗上湯姆森飛行航空和首選航空的塗裝。在2011年，那些飛機都會重新塗上湯姆森航空的塗裝，同時也更改員工的制服。在這次合併後，湯姆森航空便成為世界上最大的包機航空公司。
在2008至2010年的夏天，湯姆森航空被榮獲“最準時的英國包機航空公司”。在2010年5月，也被2010年世界航空公司頒獎典禮榮獲“最佳休閒/包機航空公司”。

## 基地

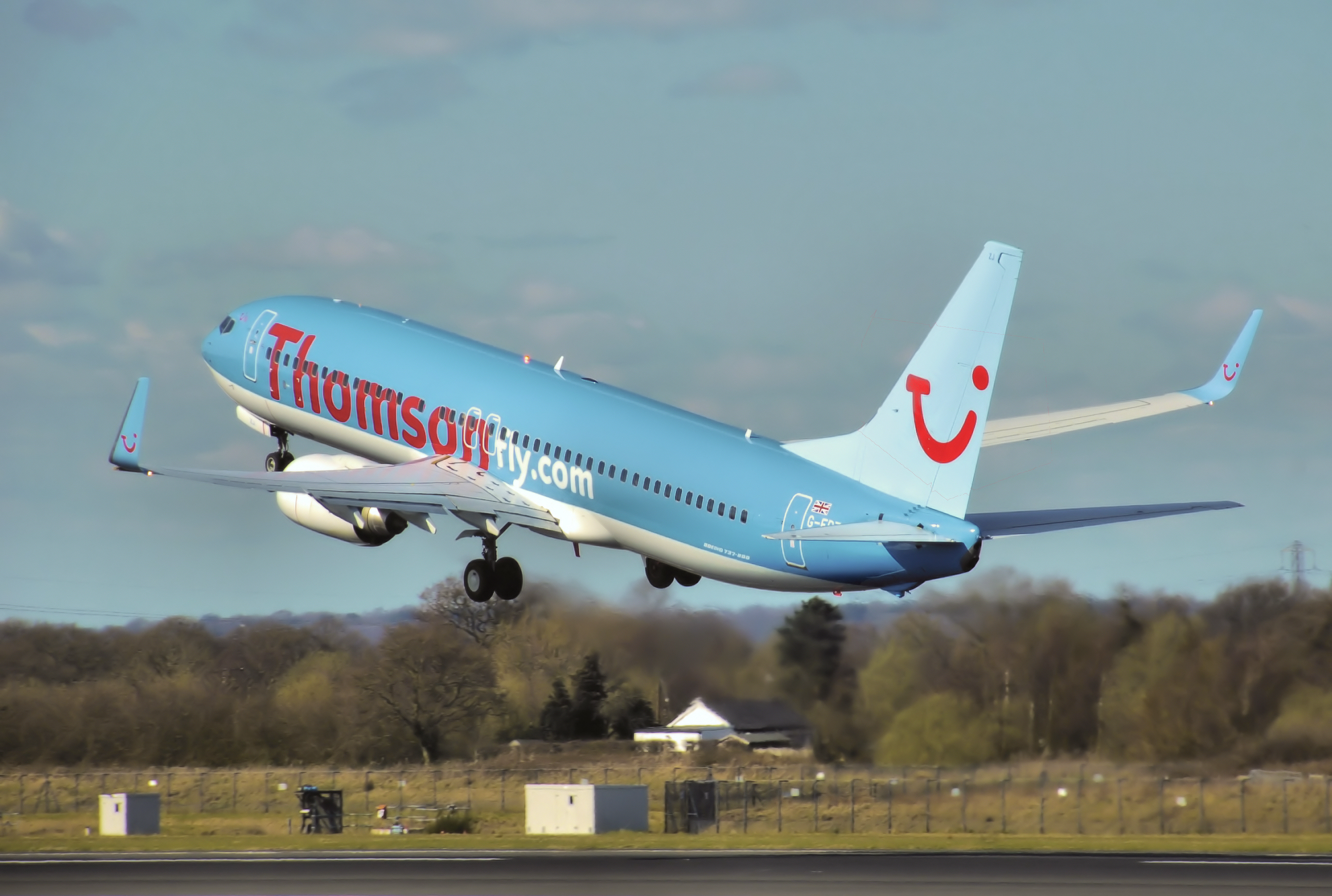
湯姆森航空的波音737-800於曼徹斯特機場起飛，並塗上湯姆森飛行航空塗裝（2009年）

TUI航空的最大基地是在倫敦格域機場，其次是曼徹斯特機場和伯明翰機場。營運及工程的基地在倫敦盧頓機場。此外飛機的基地是在貝爾法斯特國際機場、伯恩茅斯機場、布里斯托爾機場、加的夫機場、唐卡斯特—羅賓漢機場、都柏林機場、東米德蘭機場、埃克塞特國際機場、格拉斯哥國際機場、倫敦斯坦斯特德機場和紐卡斯爾機場。
在冬季，有些飛機的基地會在：諾威治國際機場、利茲布拉德福德機場和達勒姆蒂斯谷。

## 目的地
大部分定期航班是由旅行社負責售票。某些航班座位可直接購買。航空公司也提供許多航班由英國24座機場往地中海、加勒比海和印度洋的度假勝地。另外，航空公司也有一些季節性包機提供。

## 機隊

### 現役機隊

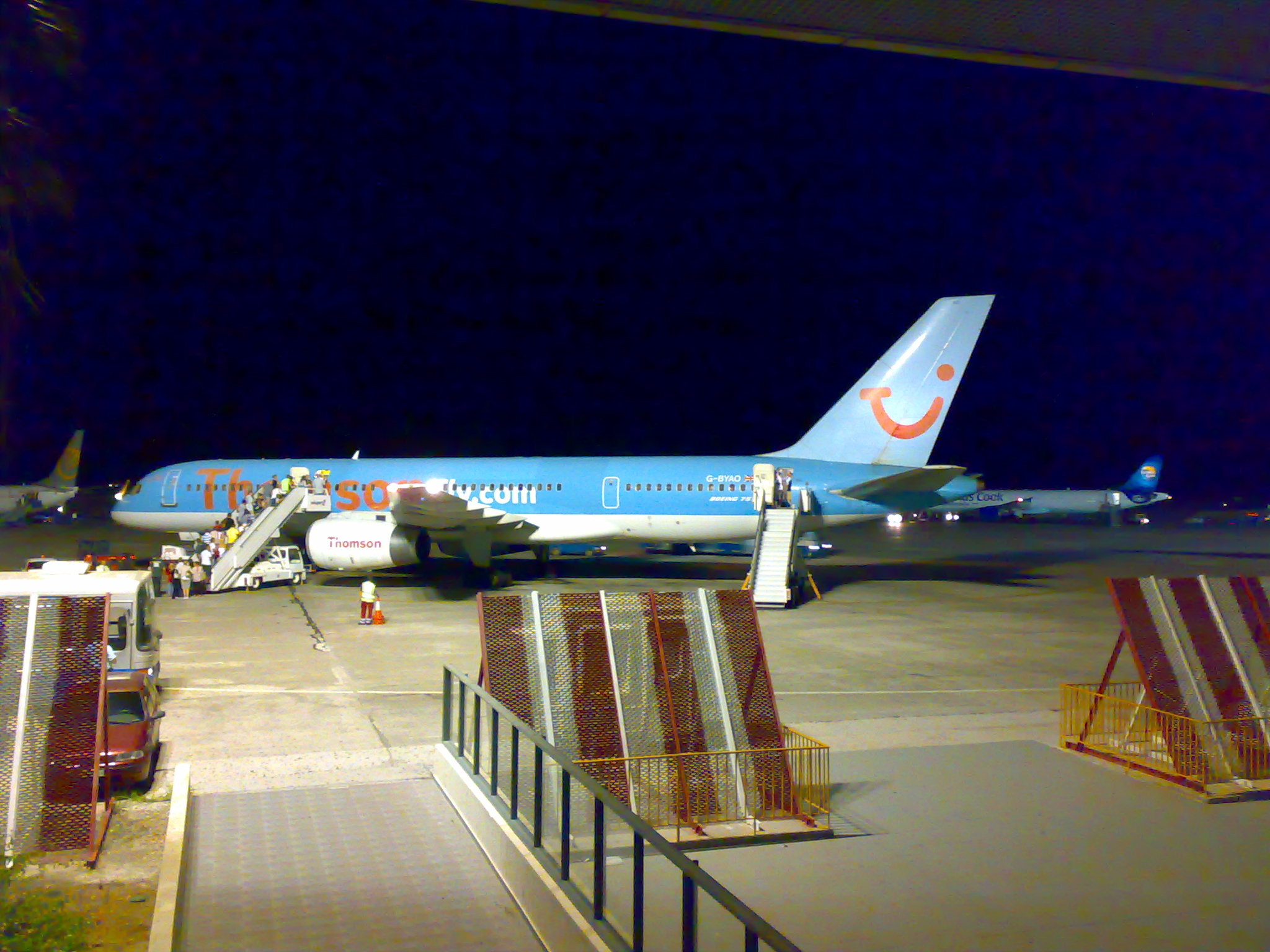
湯姆森航空的波音757-200在希臘羅得島迪亞戈拉斯國際機場，並塗上湯姆森飛行航空塗裝（2009年）

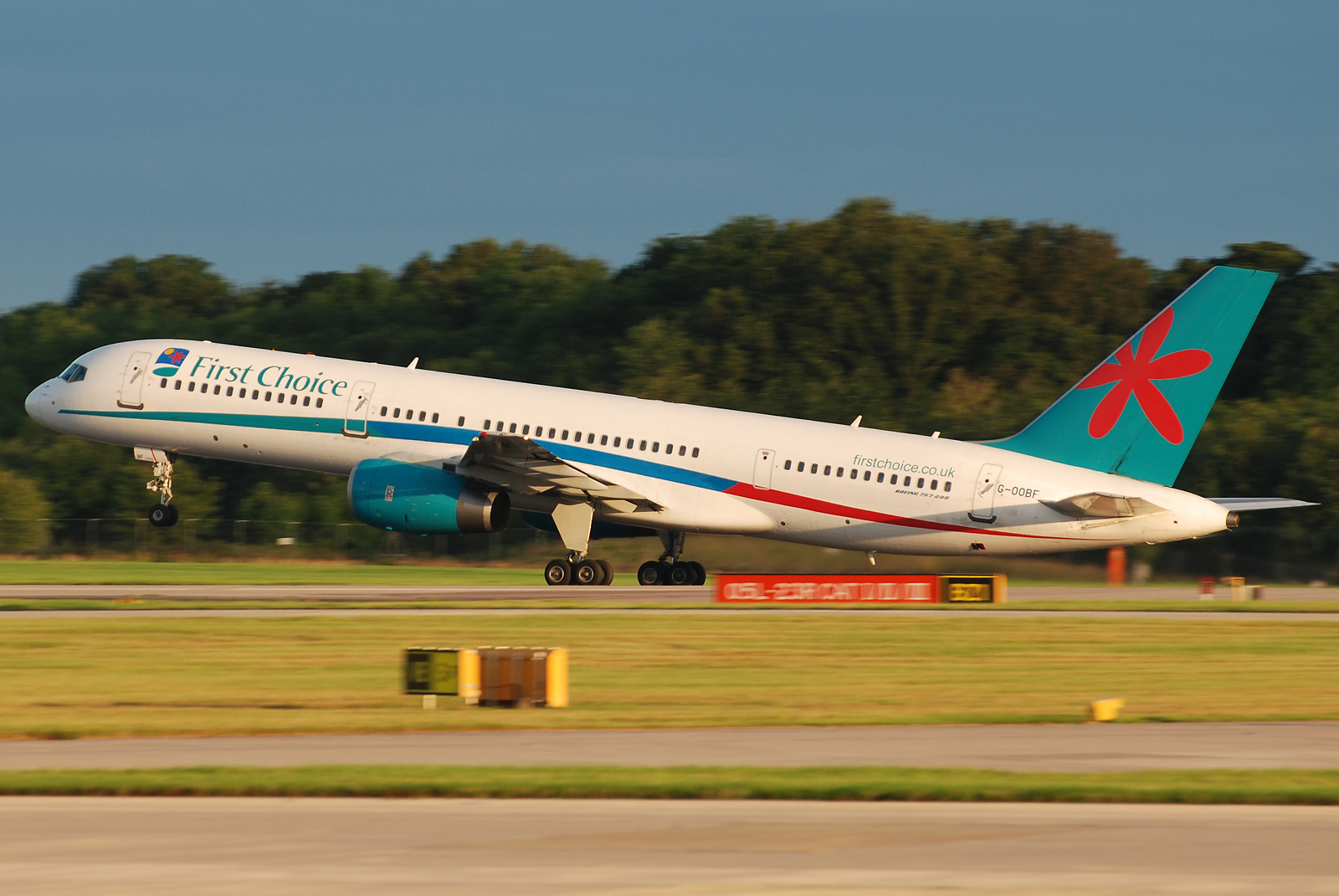
湯姆森航空的波音757-200在曼徹斯特機場起飛，並塗上首選航空塗裝（2009年）

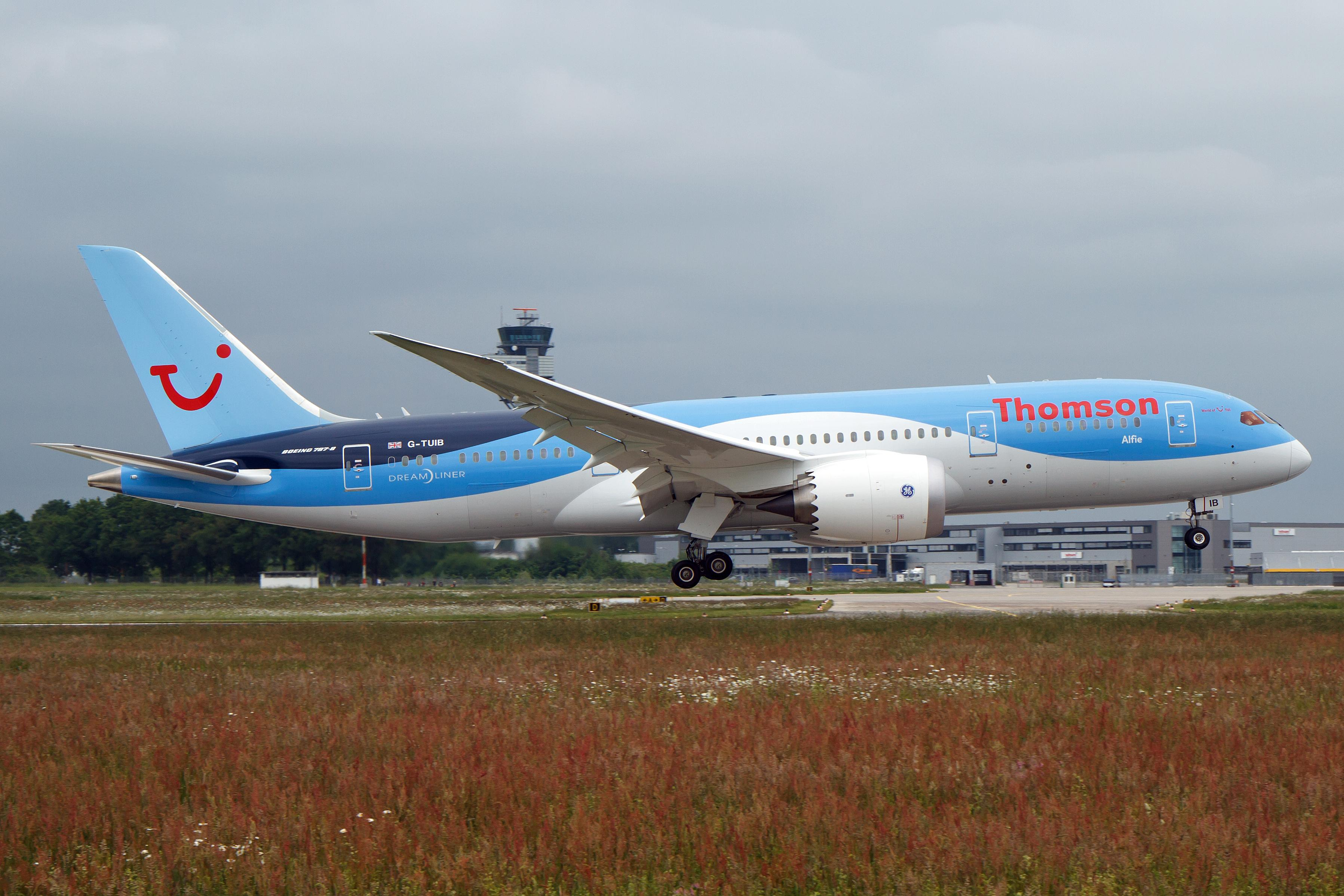
湯姆森航空先於英航成為英國首家運營波音787的航空公司

截至2024年4月，湯姆森航空的機隊平均機齡為10.7年。
英国途易飞航空為歐洲第一間訂購波音787型飛機的航空公司，途易旅遊已訂購了13架飛機，8架會在湯姆森航空。首選航空也經途易旅遊訂購了12架。在2010年7月，湯姆森航空宣布新飛機會在2012年1月開始服務，並在布里斯托爾、加的夫、唐卡斯特、東中部地區、埃克塞特、格拉斯哥和紐卡斯爾開始執行長途航線。
| 机型             | 投入服務年份 | 退役年份 |
| ---------------- | ------------ | -------- |
| 空中巴士A320-200 | 2008         | 2012     |
| 空中巴士A321-200 | 2008         | 2013     |
| 波音737-300      | 2008         | 2012     |

## 機艙
短程：
所有短程與大部分中程航班都有28吋/30吋的座位間距。大部分短程航班都有藍色的真皮座椅和頭頂電視，播放一些電影、電視節目和十條電台頻道。在上機時可購買2.5歐元的耳機。在機上可以在吧台購買飲品和小食，在出發前48小時可訂購膳食與茶或咖啡。
長程：
在長程航班，經濟艙是有33吋的標准座位間距和7吋的個人寬屏電視。只需5歐元便可升級至高級點播娛樂系統。所有長程航班都有免費熱餐和小吃，而在機上可以在吧台購買飲品和小食。高級艙只設在波音767型飛機上，設有36至37吋的座位間距、9吋的個人寬屏點播電視、較高級的熱餐和免費的飲品和舒適包。
在座椅前袋上設有湯姆森航空公司的雜誌INFLIGHT和WHAT'S ON?指南。

## 數據
在2010年，英国途易飞航空客運量為1090萬，比前年下降2.4%。
| 2005*                                                 | 15,501,616 | 82,913 | 88.6% |         |
| 2006*                                                 | 15,134,699 | 83,556 | 88.4% | ▼02.4%  |
| 2007*                                                 | 15,018,973 | 82,360 | 89.1% | ▼00.8%  |
| 2008                                                  | 12,234,618 | 65,348 | 91.1% | ▼018.5% |
| 2009                                                  | 11,238,774 | 59,195 | 90.2% | ▼08.1%  |
| 2010                                                  | 10,965,111 | 56,522 | 89.9% | ▼02.4%  |
| 2011                                                  | 11,049,288 | 57,713 | 89.3% | ▲00.8%  |
| 2012                                                  | 10,703,338 | 54,372 | 92.0% | ▼03.1%  |
| 2013                                                  | 10,548,952 | 54,926 | 92.4% | ▼01.4%  |
| * 在2005年至2007年，數據包括首選航空 來源：英國民航局 |            |        |       |         |

## 獎項
在2008至2010年的夏天，湯姆森航空被榮獲「最準時的英國包機航空公司」。在2010年5月，也被2010年世界航空公司頒獎典禮榮獲：
- 最準時的英國包機航空公司：2009年夏天[15]與2010年夏天[16]
- 世界最佳休閒/包機航空公司：2010年[23]
- 水星獎：2010年
- 世界最佳休閒/包機航空公司（侯選）：2011年，由Skytrax頒發。

## 外部連結
- 官方网站